# 好運中心
好運中心（英語：Lucky Plaza）位於香港新界沙田市中心橫壆街1-15號，由華懋集團發展，於1983年至1984年分階段入伙。好運中心鄰近新城市廣場及沙田公園，並且設有蓋天橋連接沙田街市、沙田中心及瀝源邨。好運中心可分為商場及住宅兩部份，地下為銀行，茶餐廳及停車場，2樓為停車場，3樓為各種小型商店。

## 歷史

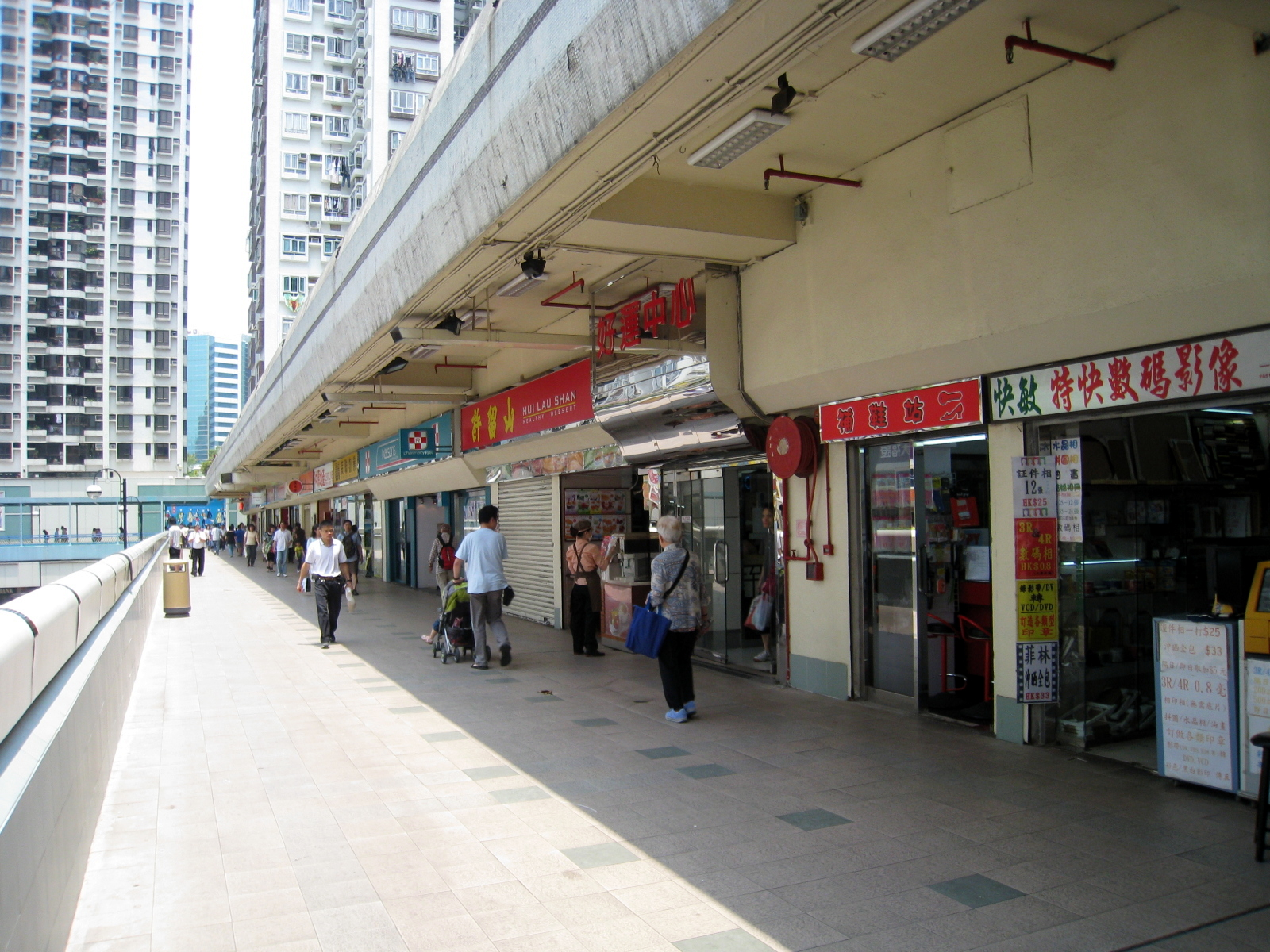
室外消防通道（2008年）

好運中心在1980年代已經有多間銀行進駐，其中以恆生銀行歷史最悠久，此外三樓當年設有佔地30,000尺的好運酒樓、佛寶齋素食中心、富聲桌球會和遊戲機中心等。到了1990年代，不少翻版店舖在三樓進駐，使治安惡化。當時亦有大量售賣電子遊戲、漫畫店、模型店等民生店舖。1999年，敦煌酒樓結業後，原址分拆為多個舖位。包括開設海皇粥店(已全線結業)、藥房和屈臣氏等。其餘部分到2000年開設百佳超級廣場，到2022年3月16日結業。。而1990年代中開業的香港賽馬會投注站亦已經在2022年5月30日結業。
商場曾經在1999年和2002年進行翻新工程，包括更換假天花，更換地台和公用地方牆身。
到2013年起，因區內商場高檔化，業主亦大幅加租，開業多年的漫畫店「龍城」於同年12月結業。而目前商場有不少商店處於空置狀態。2015年至2016年，商場進行消防更新工程，多個位置加設走火通道及安裝防火閘。不過到2016年起，因商場業主拒絕下調租金，多間租戶陸續結業，加上受到COVID-19影響，截至2020年5月，逾210個舖位當中，最少91個舖位未能租出。

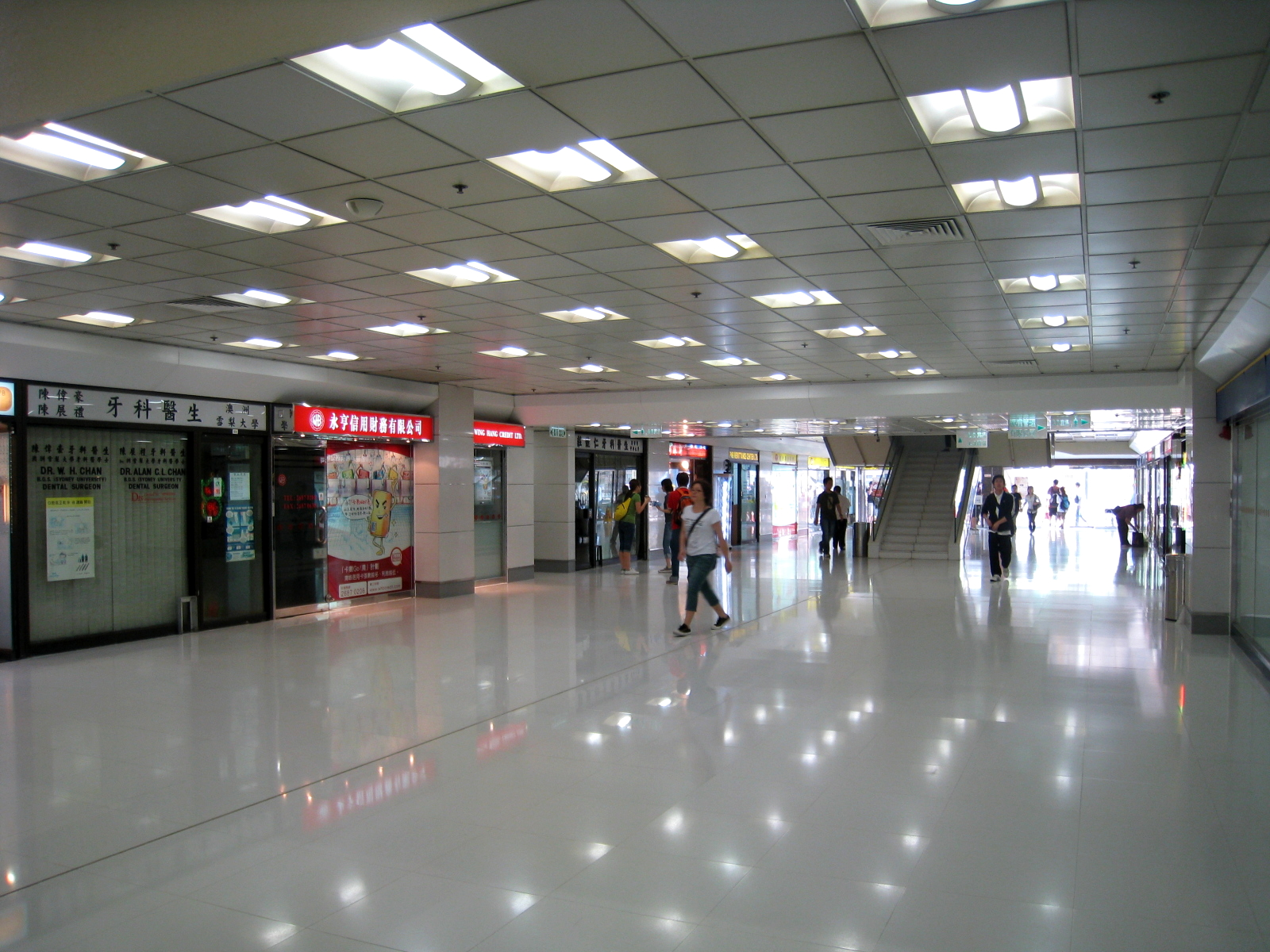
一樓商場（2008年）
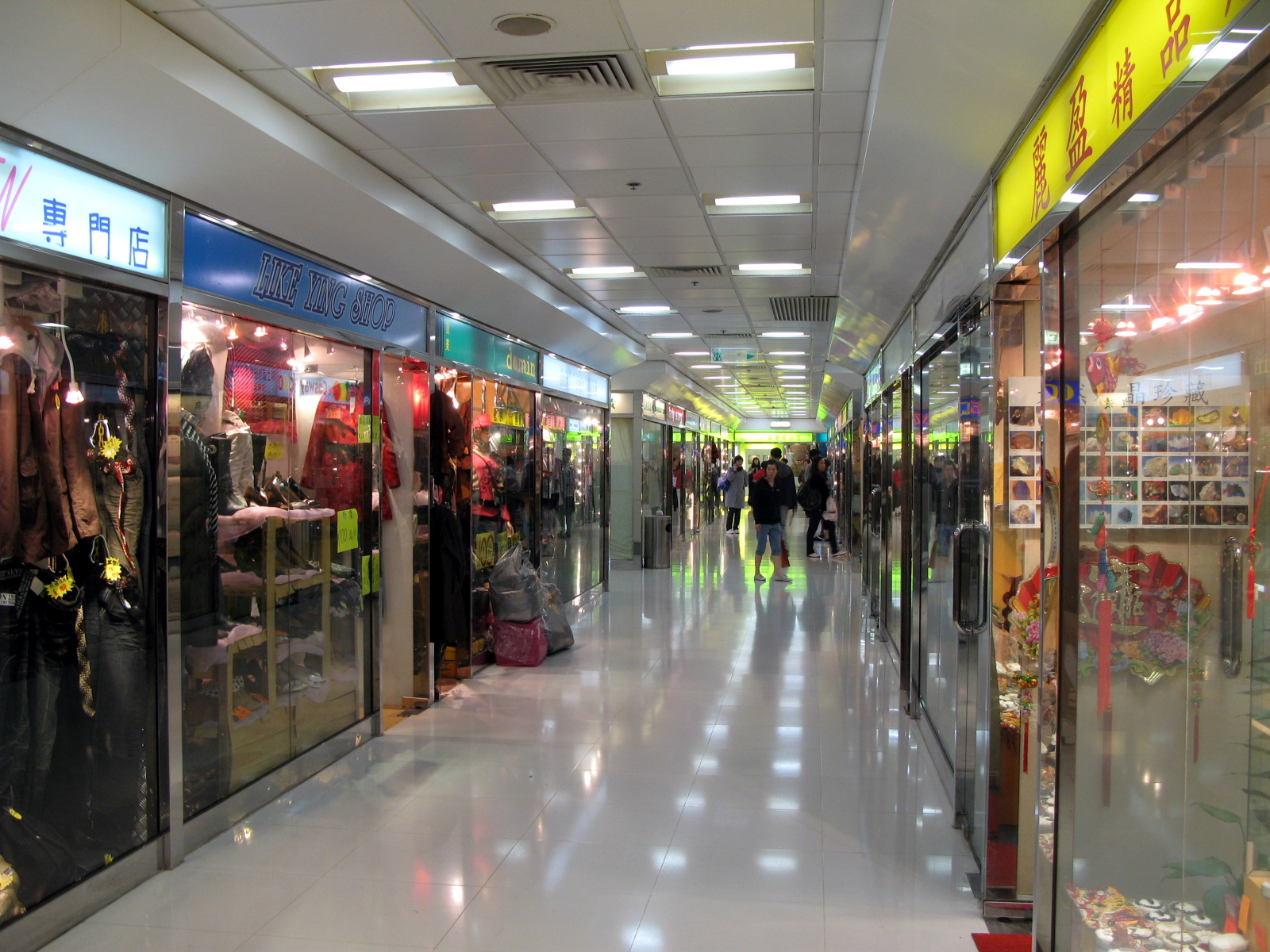
三樓商場通道（2007年）
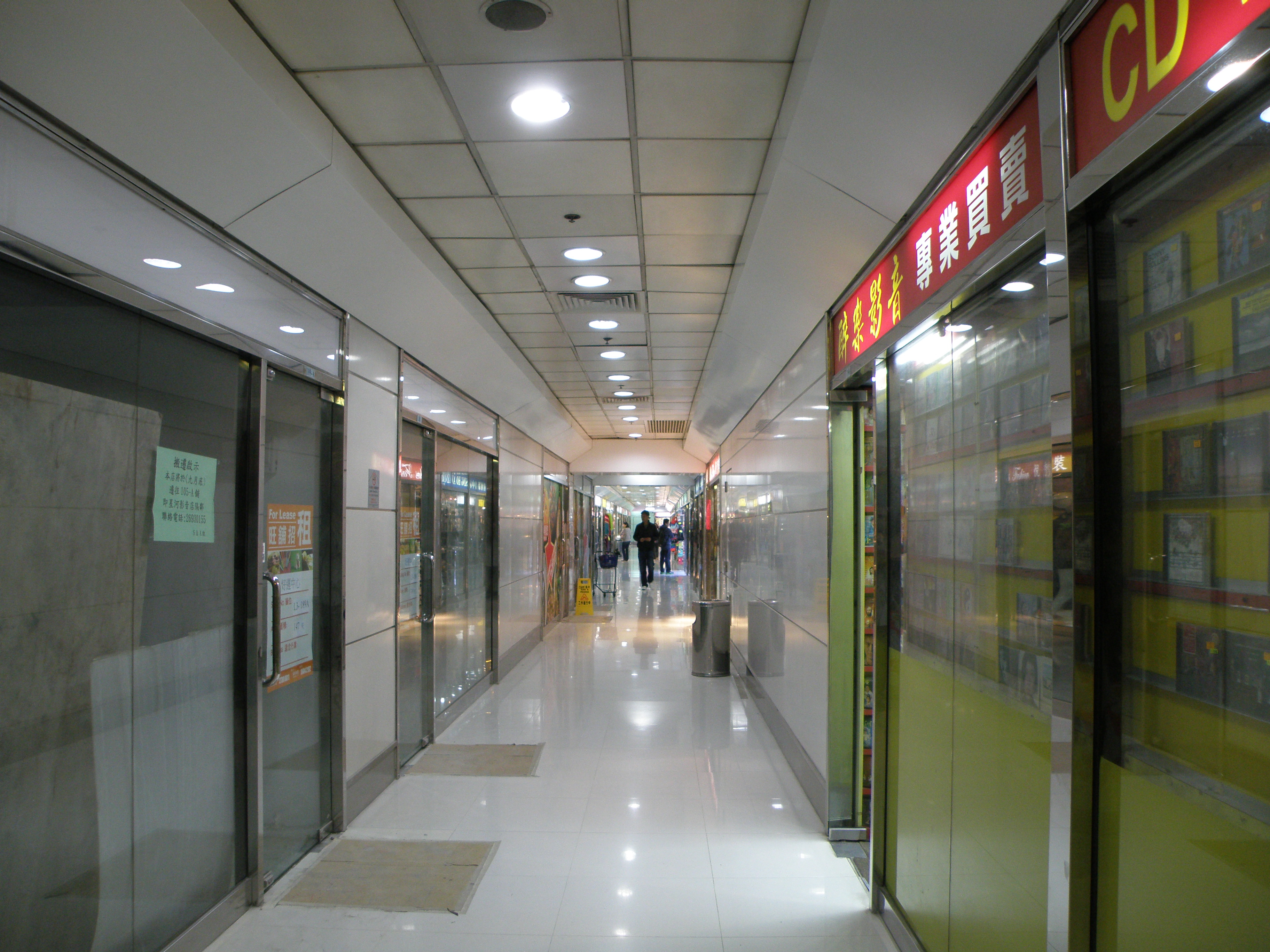
2014年時三樓商場通道，現時為759車仔麵
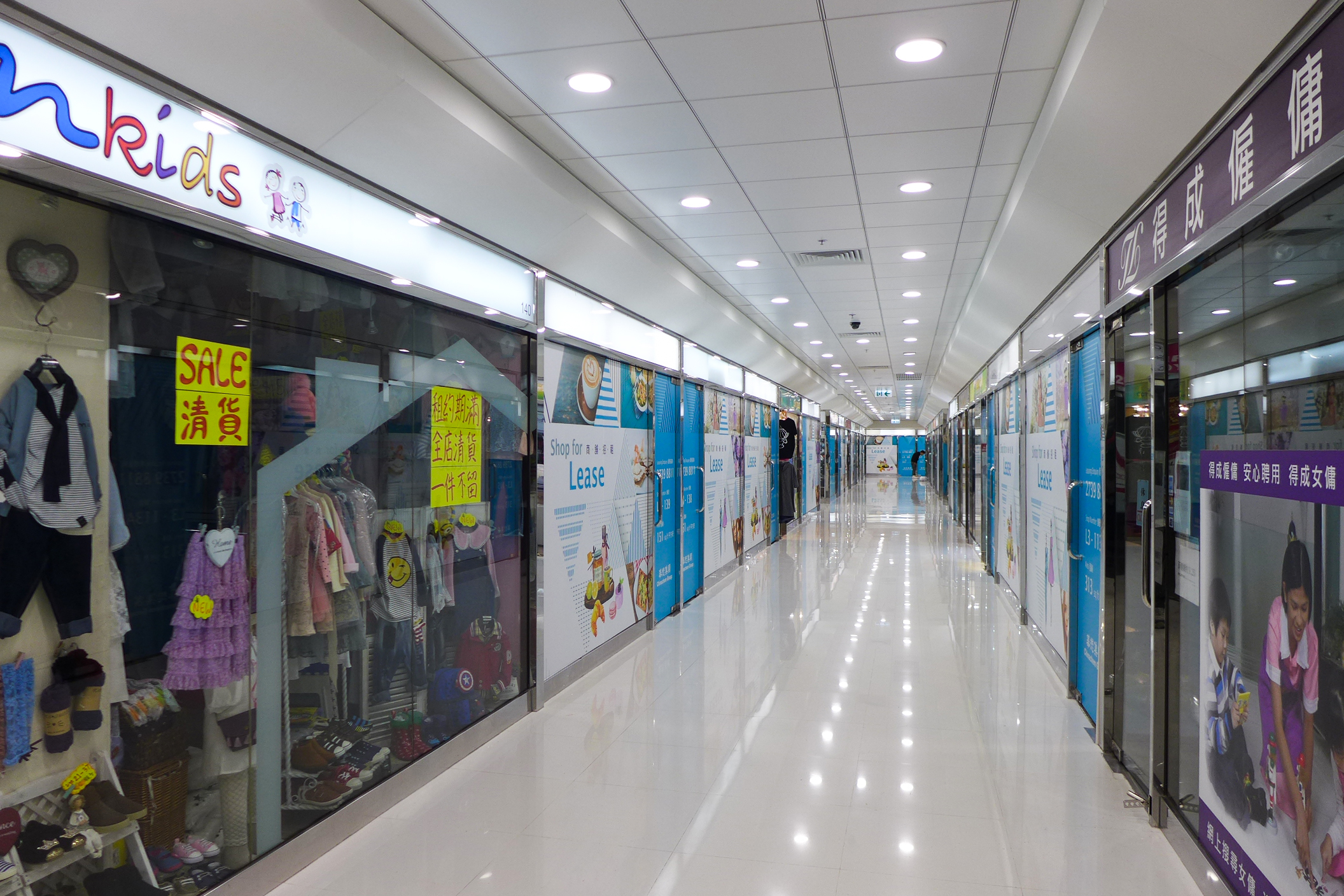
近年業主大幅加租，三樓商場不少商店處於空置狀態

### 翻新工程

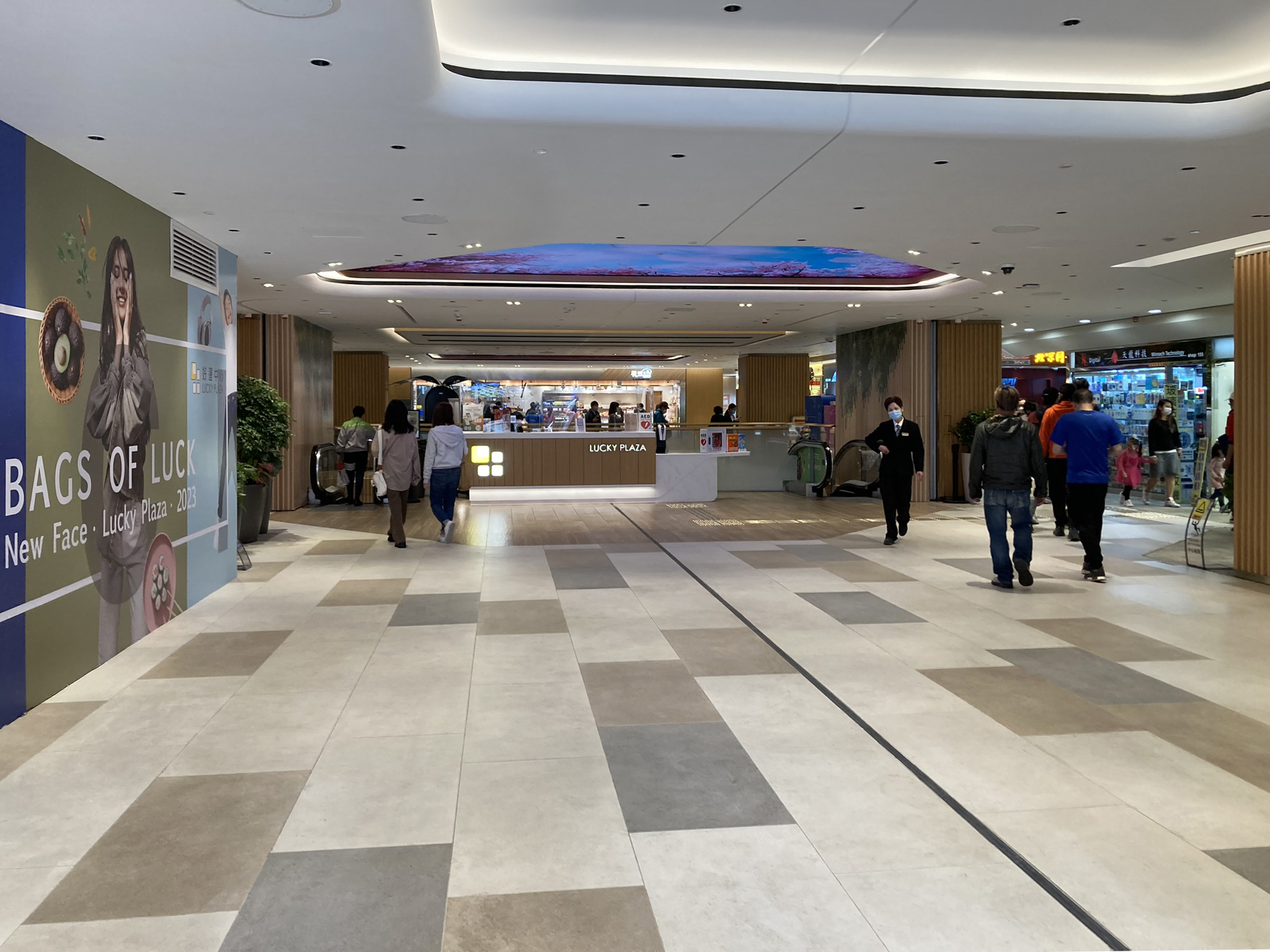
商場3樓翻新後的大堂

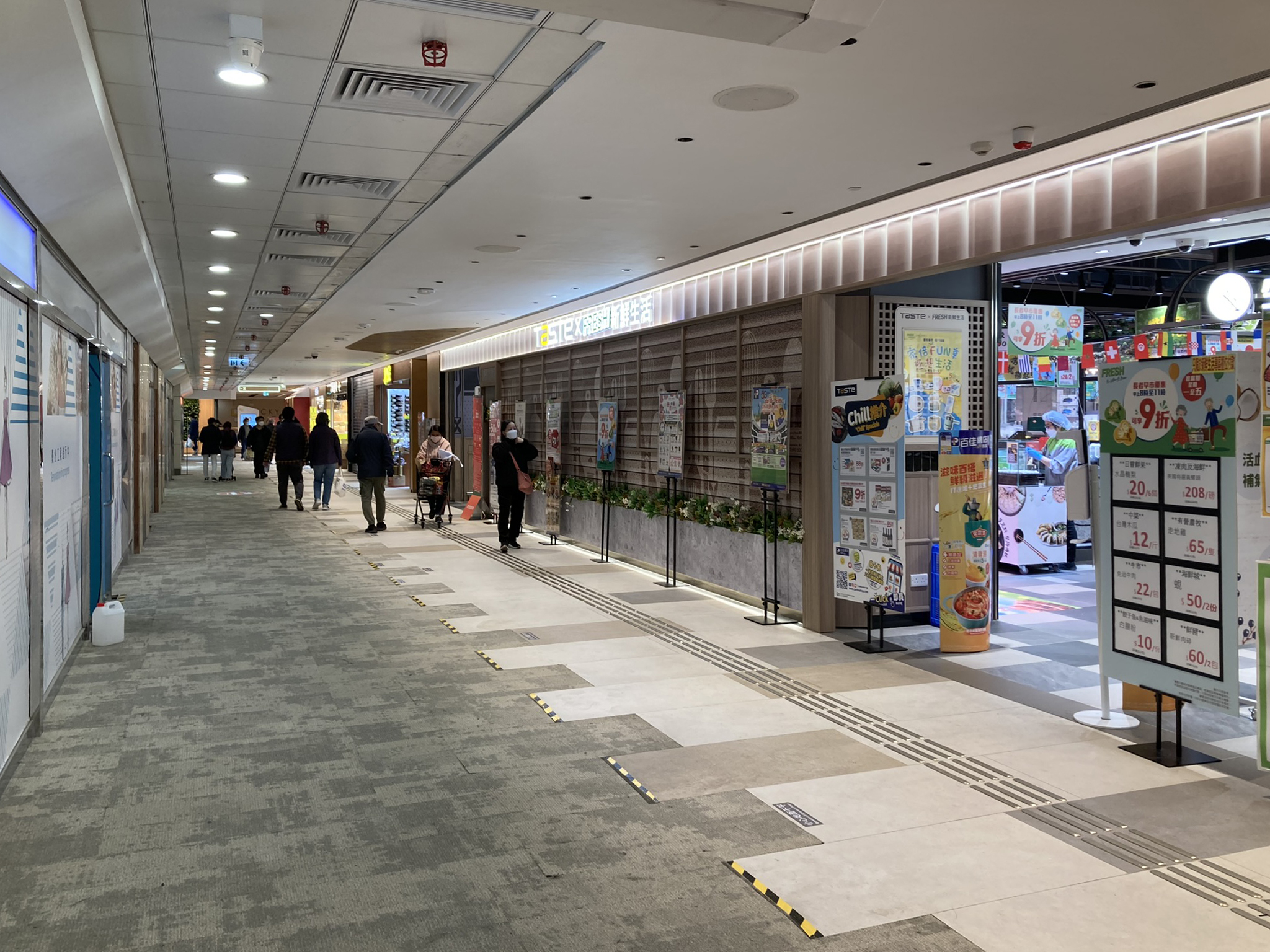
商場3樓部分位置已經完成翻新工程，右方為「TASTE x FRESH 新鮮生活」新鮮超市(於2025年6月8日結業)

2021年6月起，商場3樓其中一半範圍封閉進行翻新工程，分4階段進行，預計2024年完工。翻新工程斥資5億元，由Aedas負責，翻新後以簡約白色、木系色調為主。中央原舖位位置變成開放式空間和休憩座位，並在部分天花設LED。場內亦增設開放式化妝品專櫃區。到2022年9月9日，佔地2萬呎的「TASTE x FRESH 新鮮生活」(於2025年6月8日結業)，發展商表示將陸續有各種生活品味店舖進駐，並引入約30多間特式食肆，其中外面通道命名為「潮食大街」。
而網民對商場設計反應兩極，除外圍商鋪只有對外露天出入口外，出入口設計亦不考慮周邊環境，至未能吸引人流。商鋪種類方面，亦有人希望能夠引入日本人氣超市DONKI和壽司郎等。同年12月，海皇粥店、藥房和屈臣氏和開業多年的德興茶餐廳已經結業，正進行翻新工程。商場外圍「潮食大街」的餐廳在2023年3月陸續開業。租戶包括人龍日式燒肉牛角Buffet、甜品店“地荗館”、炙尚串燒、港式火鍋店“二鍋頭”、Pacific Coffee、台灣料理“初遇”、地道東南亞美食和特色飲食小店等。

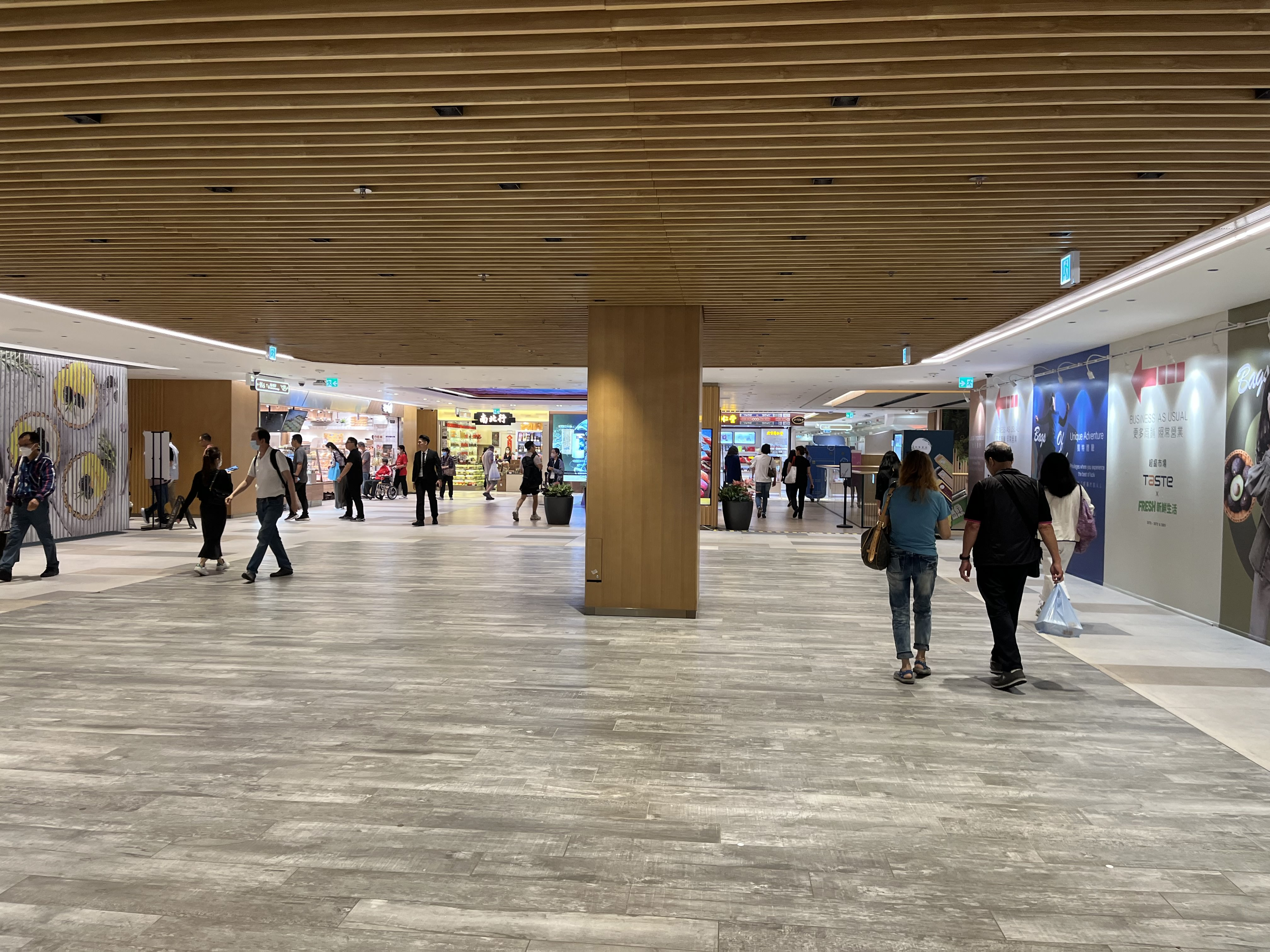
2023年，三樓商場局部裝修後，前百佳超級市場部分位置變成開放式店面
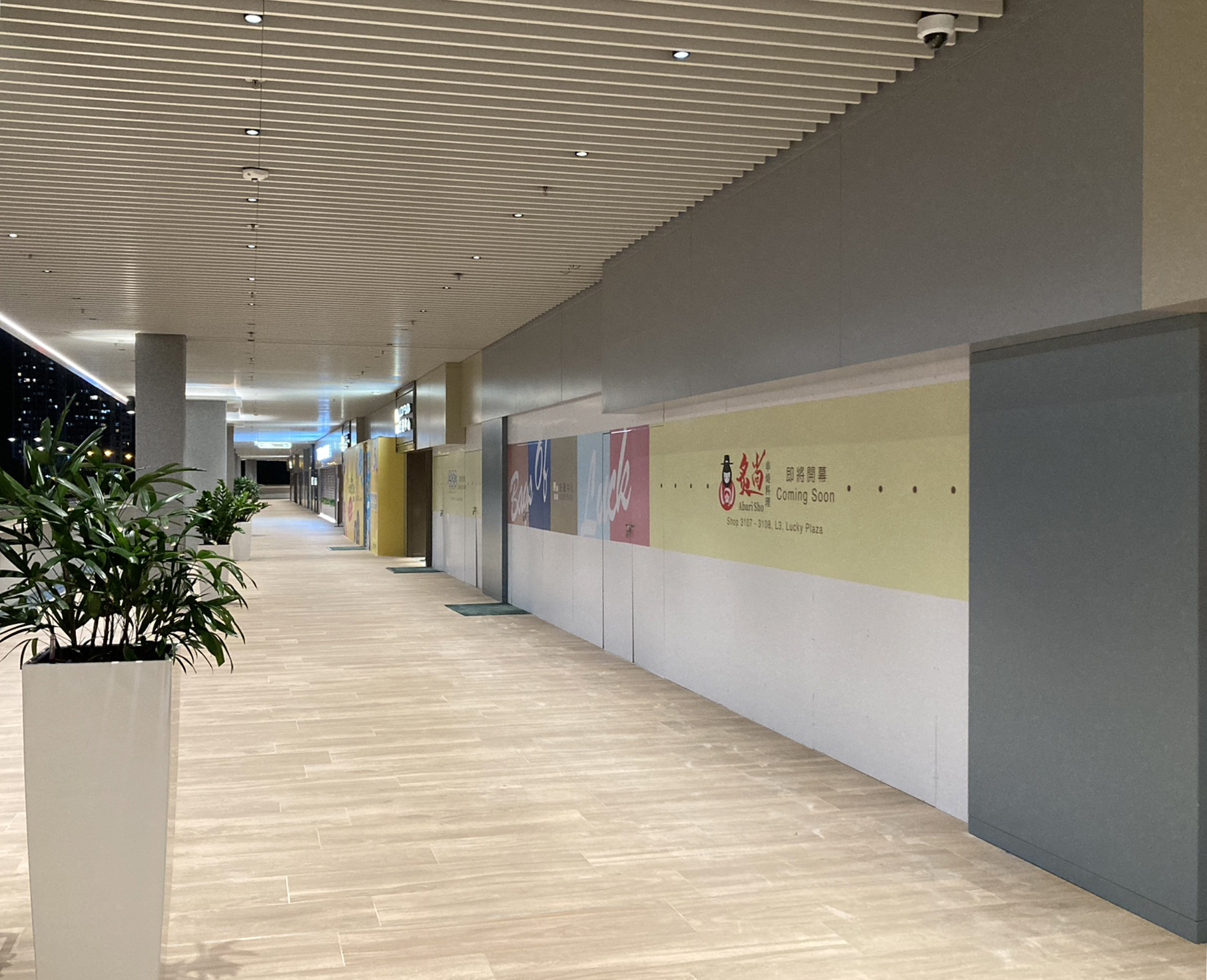
商場外圍「潮食大街」開業前面貌（2023年2月）
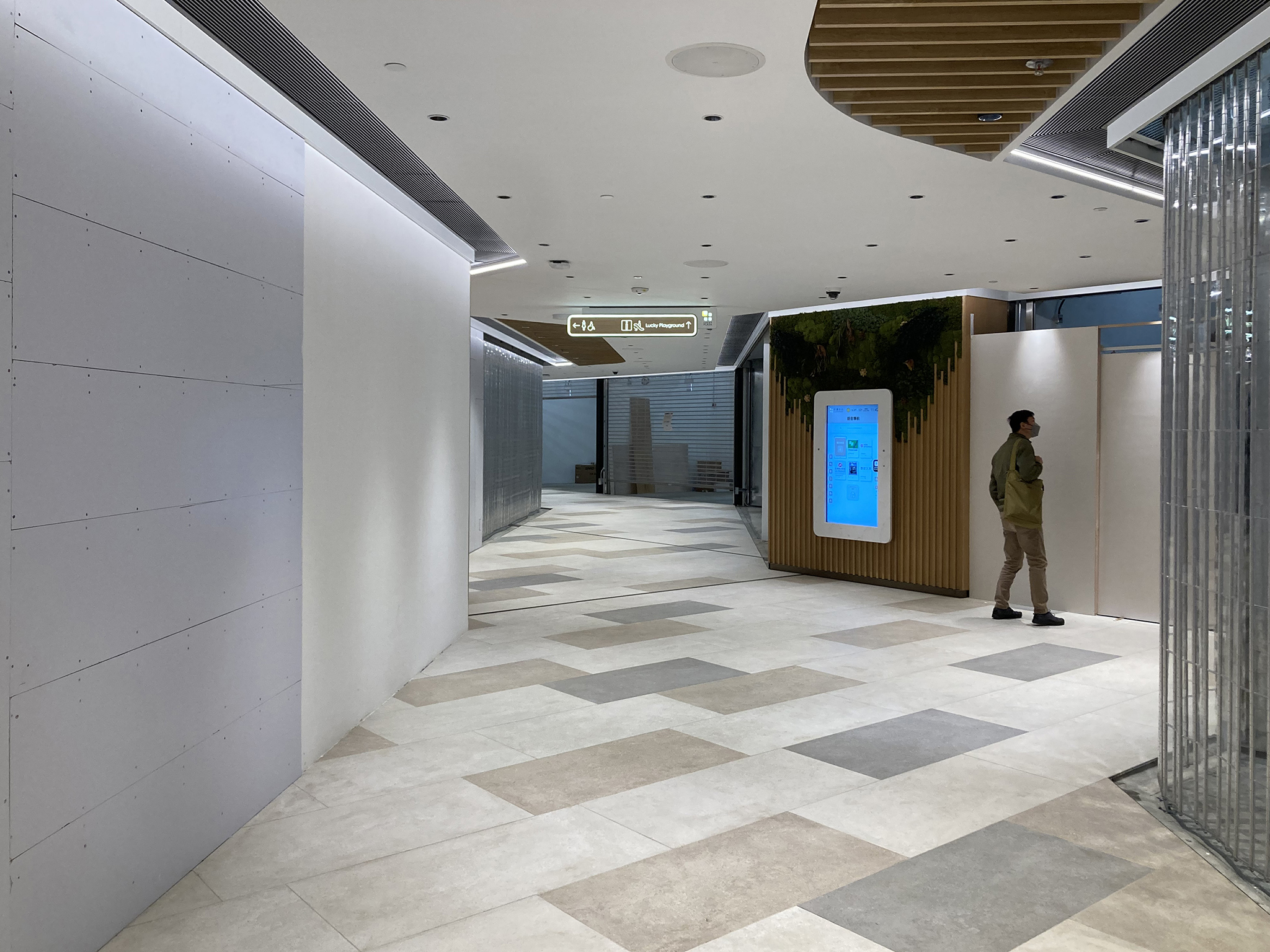
前百佳超級市場部分位置分間成多間商店
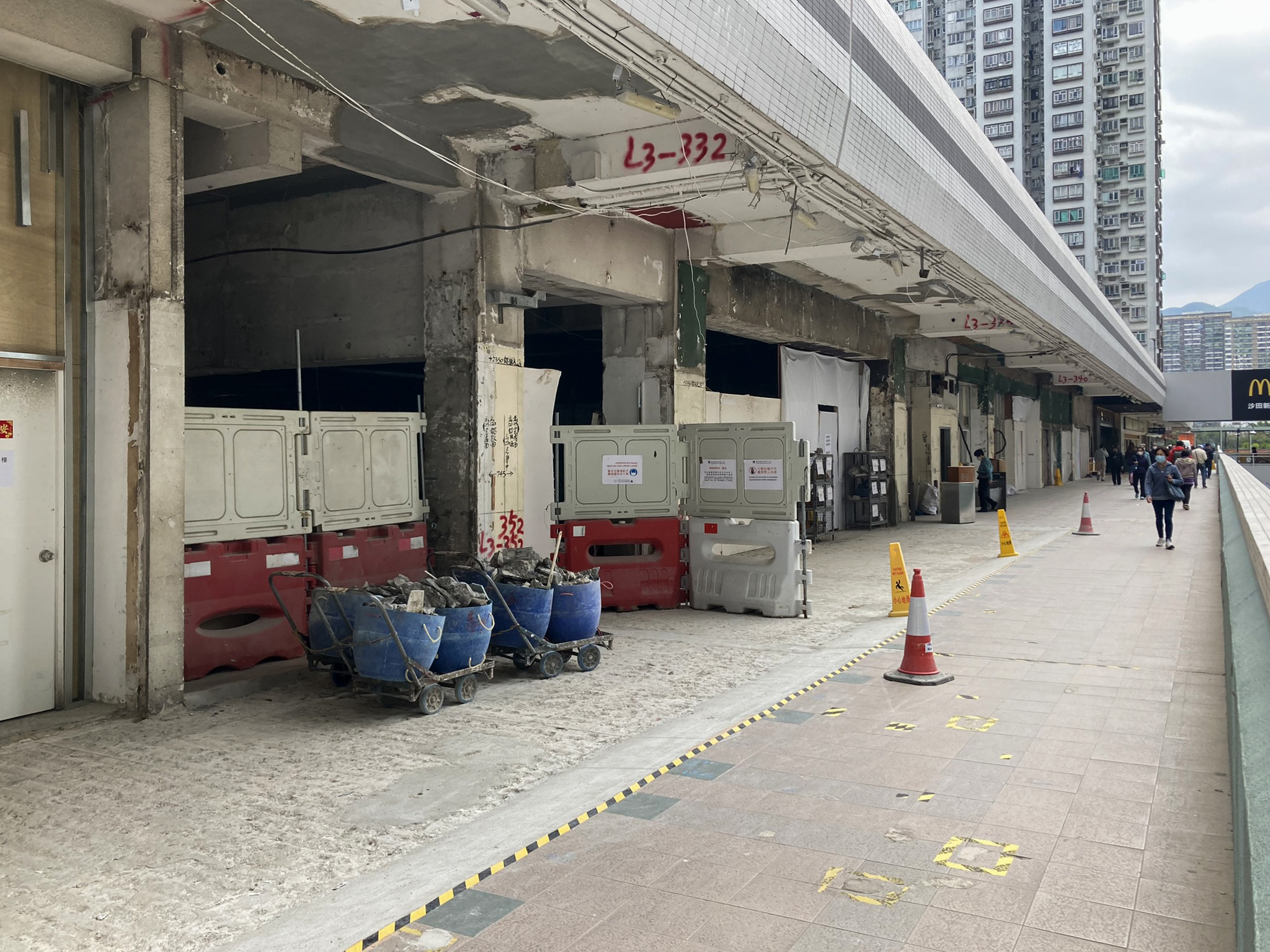
商場外圍正進行翻新工程（2023年2月）
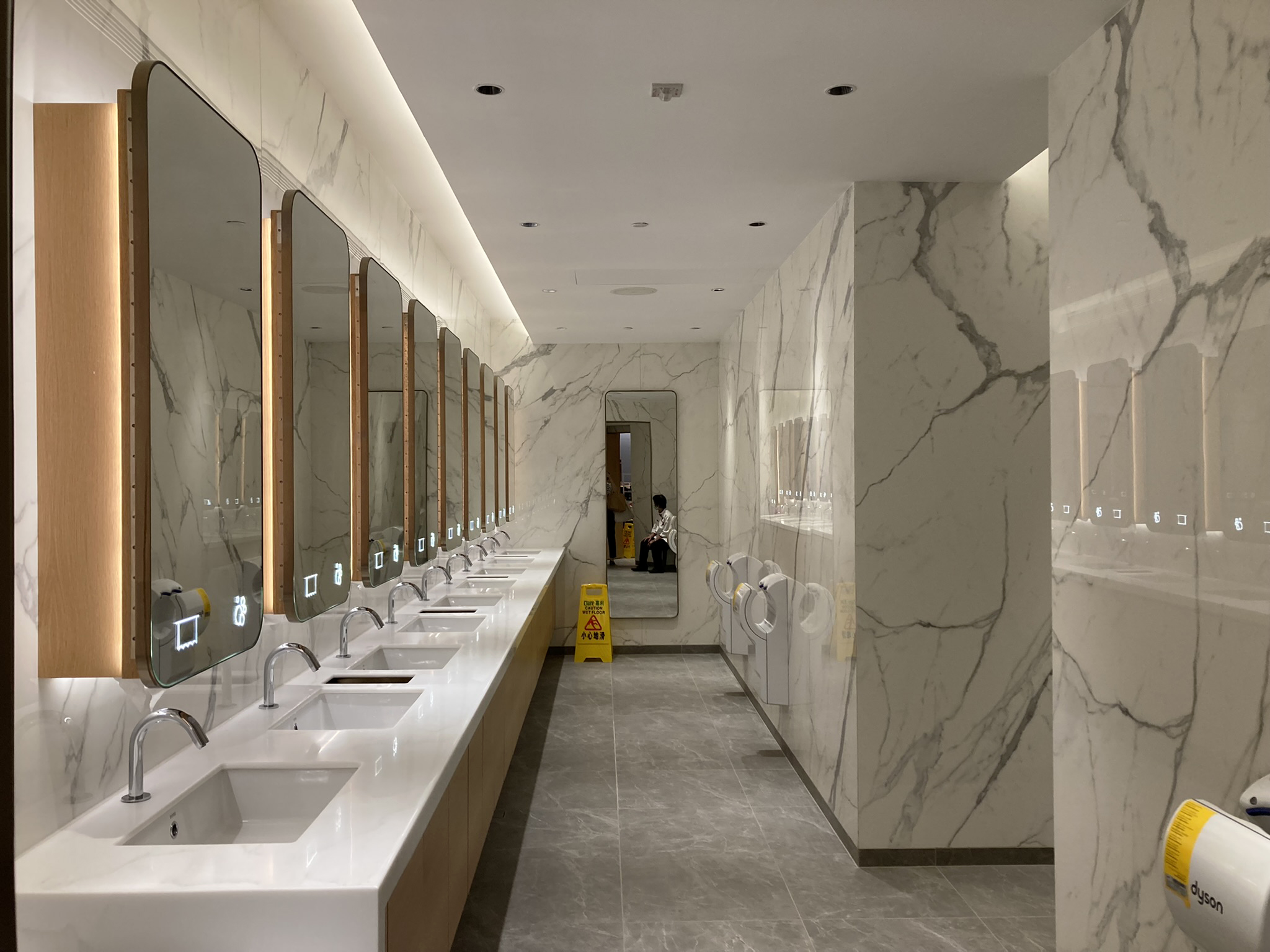
翻新後的商場洗手間

## 住宅

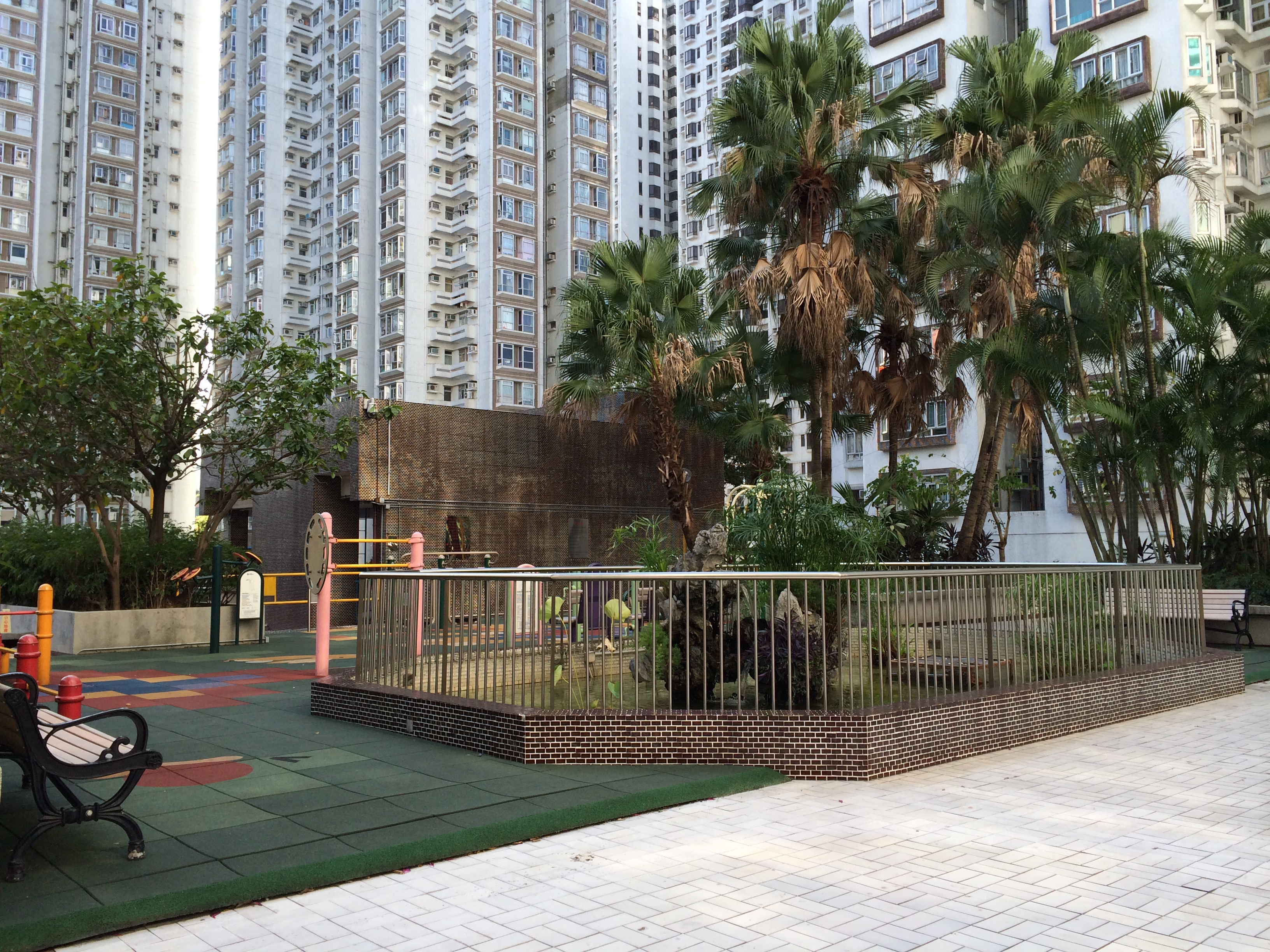
4樓住宅平台魚池

好運中心住宅樓群共有8座，分別為松林閣、榆林閣、棕林閣、椰林閣、楓林閣、柏林閣、竹林閣及桂林閣。每座樓高22層，每層8伙，合共提供1,400個住宅單位，單位面積由416呎至655呎不等，其中柏林閣的前身命名為梅林閣。所有住宅樓群21-22層均沒有電梯直達。1樓有部分單位更加設有小平台及沒有窗台。
L4層平台花園也提供了基本設施，包括兒童遊樂場、健身徑及涼亭。平台部分在2021年至2022年因應商場翻新，進行重鋪防水層工程和更換所有植物。
好運中心住宅部份曾於1992年為大廈進行外牆清洗工程。到了2007年展開大維修工程，工程包括外牆維修、翻新地下及四樓升降機大堂、升降機艙並更新電力系統等，工程在2008年4月完成。

## 通道
各幢住宅大廈皆在地下向大街、地下停車場後門及L4層平台花園設獨立出入口；
每幢大廈設有三部升降機皆停靠L1層地面及L4層平台花園，住宅單位樓層則每三層輪流停靠一層，即分別為：
- L1,L4,1,4,7,10,13,16,19
- L1,L4,2,5,8,11,14,17,20
- L1,L4,3,6,9,12,15,18
- 21,22 沒有升降機

每幢住宅大廈設有「鉸剪」樓梯兩條
- 一條僅通往L4平台花園至頂樓（不通地面及不通天台）
- 另一條通往L1地面大堂，經L4平台花園至天台各層（不通L2與L3層）
- 住客與訪客可以透過四條樓梯由L4平台花園前往L3層商場

出入口及連接
- 部分L1地面商舖向大街（街舖）
- 較繁忙的入口是西北邊向沙田街市L1層，出入口設有上下行各一條自動樓梯直接往返L3層（不通L1商場及L2停車場）
- L1層商場主要出入口向沙田鄉事會路橫壆街巴士站兩邊
  - 中間有兩組共四條自動樓梯經閣樓上下往返L1商場與L3商場（不通L2停車場）
  - 中間有一條樓梯經L2層停車場通往L3商場
- L1層商場南端有出入口一條自動樓梯上行往L3商場，下行往L1地面出口則需要行樓梯（不通L1商場及L2停車場）
- 南端有一半圓形斜路連天橋，橫跨源禾路連接L3商場近吉野家至沙田公園北園及路邊小巴站（沙田公園辦事處在斜路下）
- 西南邊有三條行人天橋橫跨橫壆街連接沙田中心L3層商場，當中中間的行人天橋為雙層通行，上層連接兩邊L4層平台花園
- 西北邊L3層設有一條斜路向上連接往瀝源邨行人天橋（NF63）、沙田街市天台，在沙田街市連接回好運中心L4層平台花園
- 商場內有兩部升降機服務L1、L2停車場與L3商場
- L2停車場入口與出口斜路皆向橫壆街，入口較近沙田正街，出口較近源禾路，車輛出入口斜路旁皆設行人斜路，但因通道狹窄，輪椅與手推車難以通行。

## 流行文化
- 1989年電影《賭神》的槍戰場面，曾在3樓商場，戶外通道和2樓停車場拍攝。

## 重大事件
在2019年10月1日香港示威和同年11月的香港三罷行動期間，警方向大廈平台和住戶單位開槍發射催淚彈和海綿彈。
10月1日，平台疑有人投擲玻璃樽，防暴警員向上發射海綿彈，射穿民居的窗戶，有居民表示房間的玻璃窗出現直徑約10厘米的破洞。
在11月13日晚上9時許，竹林閣低層住戶在家中吃晚飯期間，發現警員用電筒照射其單位，便就向他們發射催淚彈，催淚煙射穿玻璃向家內四散，全家為了避開刺鼻氣體，因而跑落大堂逃避。住戶表示沒有任何叫喊和挑釁，只是好奇查看外面。批評警方「明明話留喺屋企先最安全，點知又射上嚟，有咩辦法啫？」其後事主透過律師去信警務處，要求警方派員執走催淚彈頭和賠償，但警方曾恐嚇她違法藏有彈殼，事主批評警方態度有問題。

## 附近商場
- 新城市廣場
- 新城市中央廣場
- 連城廣場
- 沙田中心
- 偉華中心
- 沙田廣場
- 瀝源廣場

## 附近設施
- 東鐵綫沙田站
- 屯馬綫車公廟站、沙田圍站
- 沙田大會堂
- 沙田公共圖書館
- 沙田公園
- 沙田婚姻註冊處
- 沙田政府合署
- 沙田街市
- 帝都酒店
- 香港文化博物館
- 萬佛寺